# 完顏𠅿
完顏𠅿（12世纪—1199年），本名阿里剌。女真族，姓完颜。金朝将领，上京（今黑龙江省哈尔滨市阿城区）司属司人。
金世宗大定十年（1170年）因为是皇家近亲，充任东宫护卫。转任十人长，授为御院通进。大定二十四年（1184年）跟随金世宗抵达上京，听说皇太子完颜允恭监国猝死，奉命回到中都（今北京市）护丧。次年，转任符宝郎，进授吏部郎中。金章宗即位后，因为犯夜禁，被夺官一阶。明昌元年（1190年），起为同知棣州（今山东省惠民县）防御使事，上书对宰执有所诋毁，受杖八十，罢职发还本猛安。次年，降为同知宣德州（今河北省宣化县）事。召授武卫军副都指挥使。转任知大兴府（今北京市）事、左右宣徽使。承安二年（1197年），拜为尚书右丞，次年，出为泰定军节度使，改知济南府（今山东省济南市），在任上病卒。